# Force ennemie
Force ennemie est un roman de John-Antoine Nau publié en 1903 aux Éditions de la Plume et récompensé la même année par le premier prix Goncourt de l'histoire.

## Résumé
Philippe Veuly se réveille un matin dans une maison de santé, en pleine possession de ses moyens, mais sans aucun souvenir des circonstances qui l’ont conduit à être interné. En compagnie de son gardien, il fait le tour du propriétaire, rencontre les autres pensionnaires de l’établissement et tombe éperdument amoureux d’une jolie malade du « bâtiment d’en face ». Tout semble bien se passer jusqu’au moment où il commence à souffrir de troubles psychologiques et d'hallucinations. Kmôhoûn, un habitant de la planète Tkoukra, est venu chercher refuge dans le corps d’un Terrien pour échapper aux dures conditions de vie de son astre. Philippe Veuly va devoir désormais partager son corps avec lui. Or ce dernier, personnage cynique, dévergondé, voire lubrique, est capable de prendre possession de la volonté de son hôte et de lui faire faire ou dire ce qu’il veut.

## Analyse
D’après Paul Valéry, le roman de John-Antoine Nau serait fortement inspiré du récit Le Horla. En effet, tout comme la créature de Guy de Maupassant, le lecteur ignore si Kmôhoûn est réel ou le résultat d'un trouble psychiatrique du héros.

## Éditions
- Éditions de la Plume, 1903
- Éditions Flammarion (préface de Lucien Descaves), 1918, rééd. 1948
- Éditions Grama (ill. Didier Lange et postface de Jean-Baptiste Baronian), coll. « Le Passé du futur », no 5, 1994  (ISBN 2-930091-05-3)
- Max Milo Éditions, 2000  (ISBN 2-914388-02-0)
- BNE Éditions, coll. « Un jour, un Goncourt », 2014  (ISBN 978-2-36447-017-0)
- L'Apprentie Édition, 2022  (ISBN 978-2-956766-28-5) (postface de Luigi de Piano)

## Récompense
Le roman est récompensé du premier prix Goncourt le 21 décembre 1903 grâce à l'action de promotion de Félix Fénéon — qui travaille à La Revue blanche — envers cet auteur vivant dans le sud de la France et peu connu du milieu littéraire parisien.